# Eurycotis opaca
Eurycotis opaca är en kackerlacksart som först beskrevs av Brunner von Wattenwyl 1865.  Eurycotis opaca ingår i släktet Eurycotis och familjen storkackerlackor. Inga underarter finns listade i Catalogue of Life.